# 파데르노두냐노
파데르노두냐노(Paderno Dugnano, 밀라노: Paderna Dugnan lmo)는 북부 이탈리아 롬바르디아주의 밀라노 광역시에 있는 도시이자 코무네이다. 세나고, 림비아테, 바레도, 쿠사노 밀라니노, 코르마노, 노바 밀라네세, 볼라테, 노바테 밀라네세, 치니셀로발사모 코무네와 접해 있다. 파데르노두냐노는 밀라노 중심부에서 약 15km 떨어져 있다.
1861년 이탈리아 통일 이후, 국가의 내부 행정 구역이 재편성되었다. 1869년 3월 17일 법령에 따라 파데르노, 두냐노, 인치라노, 카시나 아마타, 팔라촐로 밀라네세 코무네가 합쳐져 파데르노 밀라네세라는 새로운 코무네가 형성되었다.
1880년대에 코무네의 다른 이름들이 제안되었다 (파데르냐노와 보르고솔레 포함).
1886년 2월 1일 법령에 따라 코무네의 이름은 현재의 파데르노두냐노로 공식적으로 변경되었다.
파데르노두냐노는 1989년 9월 25일 대통령령에 의해 명예 도시 칭호를 받았다.

## 자매 도시
파데르노두냐노는 자매 도시이며 다음과 같다.
- 인지야, 세르비아[3]